# Salutatio (Urkunde)

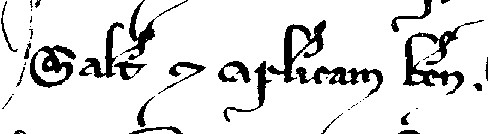
Salutatio aus einer Urkunde von Papst Alexanders IV. von 1256

Die Salutatio (lateinisch für „Gruß, Besuch, Begrüßung“), auch Grußformel und Diensterbietung, ist die letzte Formel im Protokoll des Urkundenformulars. Sie kommt nur in Verbindung mit einer Inscriptio (Adresse) vor und steht in der Tradition der rhetorischen Brieflehre. Daher wird sie auch in den Handbüchern der Ars dictandi seit Alberich von Montecassino und Adalbertus Samaritanus meist umfangreich abgehandelt.
Wenn der Adressat aus protokollarischen Gründen an erster Stelle genannt wird, steht die Intitulatio zwischen Inscriptio und Salutatio. Ein Verbum fehlt in der Salutatio, wie schon der Bologneser Magister und Rhetoriker Guido Faba in seiner Doctrina privilegiorum vermerkte, wobei er sich auf den Gebrauch in den Grußformeln von Briefen berief. Auch Boncompagno da Signa weist auf diesen Sachverhalt hin.
In den Diplomen der Reichskanzlei fehlt die Salutatio und ist dort durch die Promulgatio ersetzt, während sie in allen Dokumenten, die formal den Briefen nahestehen, regelmäßig erscheint. In den Mandaten und einfachen Privilegienformen steht gratiam in Verbindung mit anderen Begriffen des herrscherlichen Wohlwollens.
In den päpstlichen litterae und Breven steht salutem et apostolicam benedictionem (Gruß und Apostolischen Segen). In den feierlichen Privilegien findet sich in perpetuum, in den Bullen im eigentlichen Sinne ad perpetuam rei memoriam im Anschluss an eine allgemein formulierte Adresse. In den Breven „ad perpetuam rei memoriam“ fehlt die Inscriptio. Die von den Skriptoren der Papstkanzlei zusammengestellten und benutzten Formularien enthalten auch Hinweise und Regeln für die äußere Ausstattung und die Gestaltung des Protokolls. Abweichende Fassungen der Salutatio sind für Schreiben an exkommunizierte (spiritum consilii sanioris „den Geist vernünftigerer Überlegung“) sowie an Juden, Sarazenen und Heiden vorgesehen (viam veritatis agnoscere et timere „den Weg der Wahrheit erkennen und einhalten“).